# Operação de desembarque

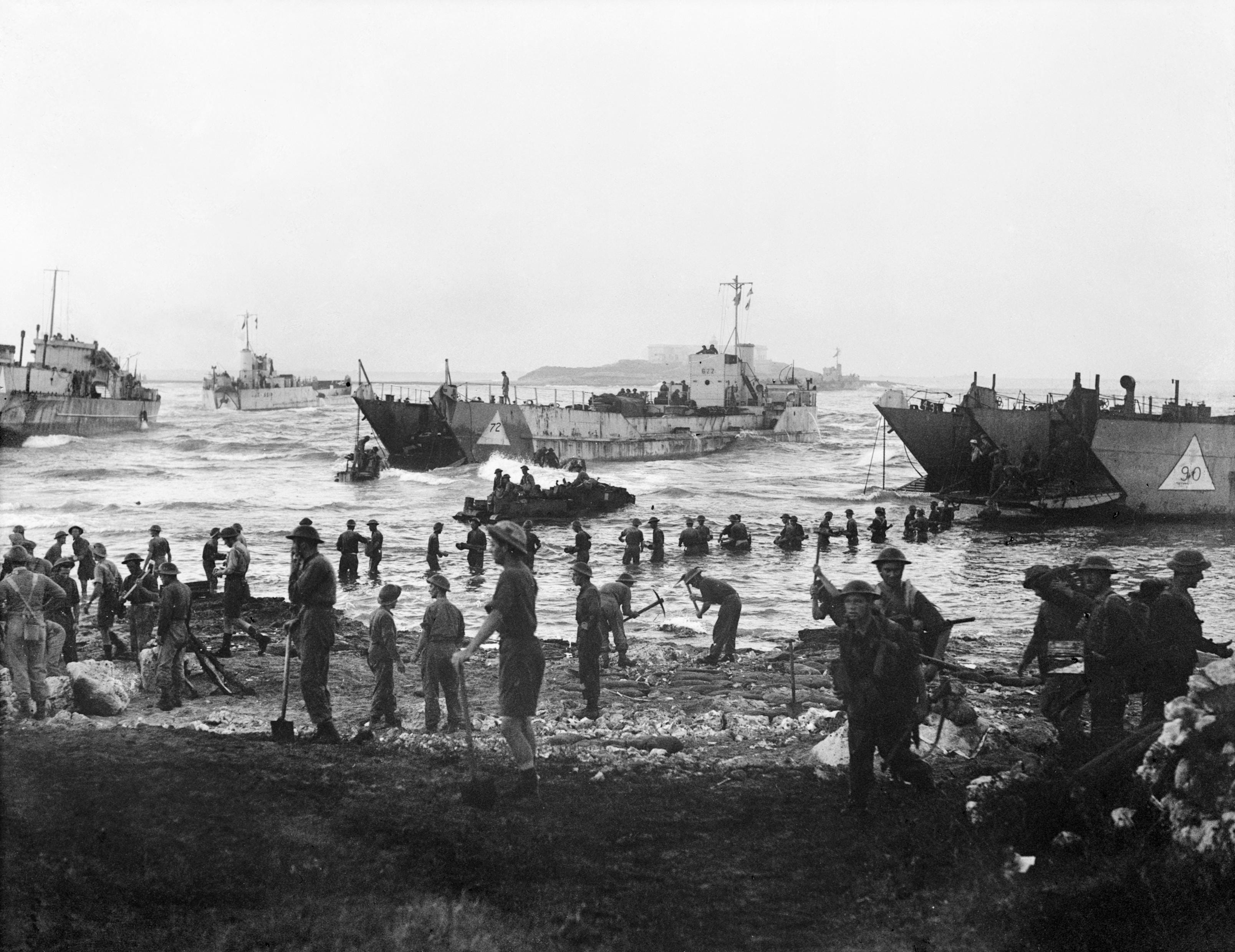
Invasão Aliada da Sicília, 1943

Uma operação de desembarque é uma ação militar que tem como objetivo levar forças militares a uma margem ou trecho de terra, normalmente com o uso de  lanchas de desembarque, com o propósito de projetar seu poder para o combate em terra firme.
O termo "desembarque" pode se referir tanto a forças navais, como navios e veículos anfíbios, quanto a forças aéreas, como aviões, helicópteros e tropas de paraquedistas (airborne).